# Čepcol hřebenatý
Čepcol hřebenatý (Cystophora cristata) je velký druh tuleňovitého ploutvonožce, který je rozšířen ve středních a západních částech severního Atlantiku od Zálivu svatého Vavřince přes Grónsko po Špicberky. Jedná se o jediného zástupce rodu čepcol (Cystophora). Tento statný mořský savec se vyznačuje významným pohlavním dimorfismem – dospělí samci mají na hlavě výrazný velký černý kožovitý vak, který sahá od čenichu po temeno hlavy. Samci dále mohou vychlípnout elastickou přepážku z jedné z nozder (obvykle levé) a nafouknout ji do podoby sytě růžovo-červeného balonku. V minulosti byli čepcolové hojně loveni. Omezený lov pokračuje i v moderních dobách hlavně v západním Grónsku. 

## Popis
Tento velký druh tuleně se vyznačuje výraznou pohlavní dvojtvárností. Samci dorůstají délky 2,6 m a váhy 192–352 kg. Samice měří kolem 2 m a váží 145–300 kg. Novorozeňata měří kolem 87–115 cm a váží 20–30 kg. Zubní vzorec je I 2/1, C 1/1, PC 5/5, tedy 30 zubů. Srst čepcolů je stříbrná s nepravidelnými černými fleky, které dosahují na hlavě takových hustot, že je hlava mnohdy úplně černá. Podobně tmavnou i ploutve, a to zvláště u konečků. Mláďata se rodí s mnohem méně výrazně zbarvenou srstí; na hřbetu je šedá a zespodu bílá (viz protistín).
Nejvýraznějším prvkem samců je jejich poněkud nevzhledný kožnatý vak na hlavě. Tento vak začíná už na temeni hlavy a končí až na čenichu, resp. nosních dírkách, se kterými je spojen. Tento vak je uvnitř rozdělen přepážkou na dvě části a pokryt sliznicí zevnitř. Samcům se začíná vyvíjet ve věku 4 let. V klidovém stavu tento vak jen visí na špičce nosu. V období říje (přelom března a dubna) však samci tento vak nafukují, aby na něj lákali samice. Při nafouknutí tento vak pokrývá přední část obličeje a horní část hlavy, takže vypadá jako jakási vysoká kapuce. Samci dále mohou vychlípnout elastickou přepážku z jedné z nozder (obvykle levé) a nafouknout ji do podoby sytě růžovo-červeného balonku. V obou případech se jedná o druhotné pohlavní znaky, které samci používají během říje jako vábidlo na samice. Nafouklý černý vak bývá používán i v jiných částech roku jako výhružný signál.

Ilustrace čepcola s nafouklým černým vakem a červenou elastickou nosní přepážkou

## Rozšíření

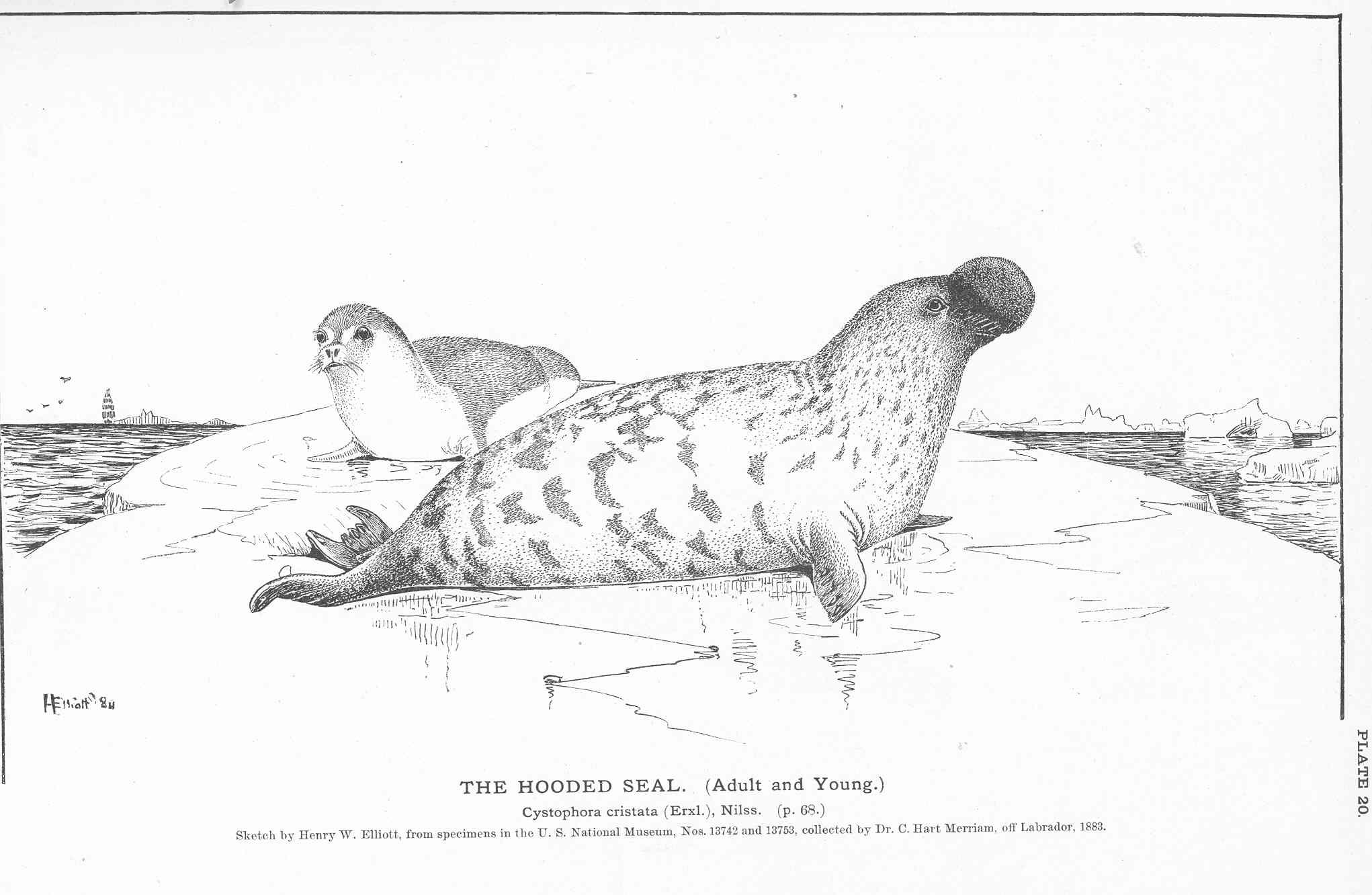
Ilustrace mláděte (vlevo) a dospělce

Domovinou čepcolů je severozápadní Atlantik, v letním období zasahuje jejich oblast výskytu až do Severního ledového oceánu. K rozmnožování využívají tzv. pack ice, čili oblast ledových ker dosahujících takových hustot, že pokrývají většinu mořské plochy. S tímto typem ledu jsou spojováni celoročně a s příchodem léta, kdy ledové kry začínají od jihu tát, čepcolové jednoduše migrují dále na sever, kde led zůstává nejdéle nebo dokonce celoročně. Stejnou migraci podniká i tuleň grónský, který s čepcoly sdílí velkou část jejich areálu výskytu. Čepcolové nicméně mohou trávit i delší množství času v pelagiálu (na otevřeném moři).
Východní hranice druhu sahají k norskému pobřeží (hlavně Medvědí ostrov), na sever po Špicberky a pokračuje na západ přes Island, ostrov Jan Mayena a Grónsko až po Davisův průliv a Záliv svatého Vavřince (Kanada). Rozeznávají se 4 klíčové oblasti rozmnožišť: Magdalénské ostrovy (Záliv svatého Vavřince), severně od Newfoundlandu v místě zvaném Front, ve střední části Davisova průlivu a u ostrova Jan Mayen.
Zejména mladí, nedospělí čepcolové mohou překonávat obrovské vzdálenosti a byli spatřeni mj. u Portugalska, Kanárských ostrovů, Nové zemi, vKaribském moři, v řece svatého Vavřince nebo dokonce na Aljašce nebo Kalifornii, čili zcela mimo atlantický sektor. Předpokládá se, že tito jedinci se do pacifického sektoru zatoulali severní cestou přes Beringovo moře. Výjimečně zavítá i do Středozemního moře. Celková populace se velmi hrubě odhaduje na 675 000 jedinců.

## Biologie

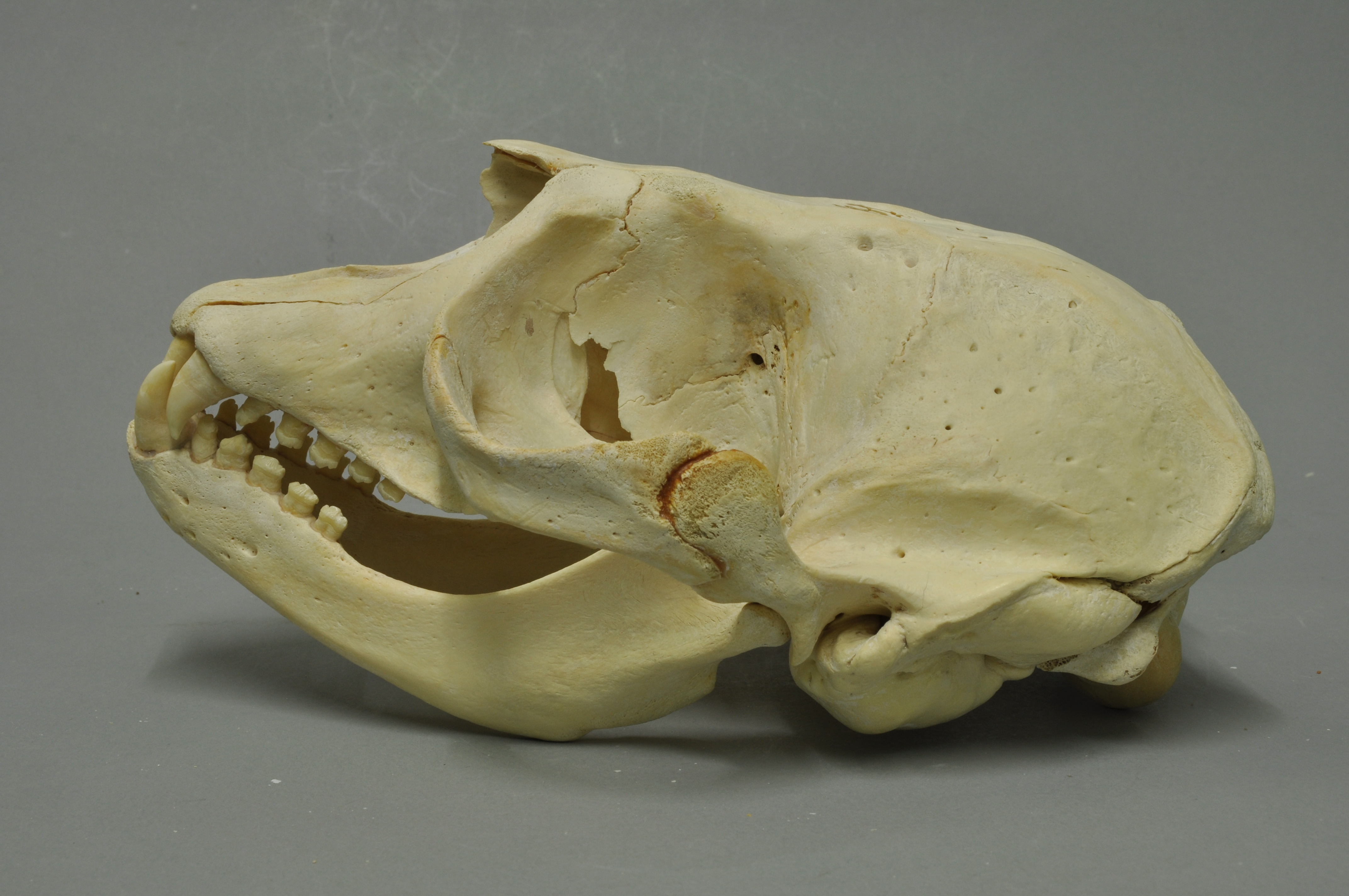
Lebka čepcola

Čepcol je samotářské zvíře. Mimo období rozmnožování se pohybuje samostatně a v období rozmnožování se sice sdružuje do větších skupin, avšak i v těch jsou jednotlivci značně rozptýlení a vykazují mezi sebou notnou dávku agresivity (výjimkou je matka s mládětem a krátký moment kopulace samce se samicí). Čepcol vydává pouze málo zvuků, jak se to dá u málo společenského živočicha předpokládat. Zatímco na souši vydává řevnivé zvuky s pomocí svého kožovitého vaku, pod vodou vydává různé klikací a klepací zvuky. Nejčastěji se hlasově projevuje během rozepří a při angažování v sexuálních aktivitách. K přirozeným predátorům patří medvěd lední, kosatka dravá a žralok malohlavý.

### Rozmnožování

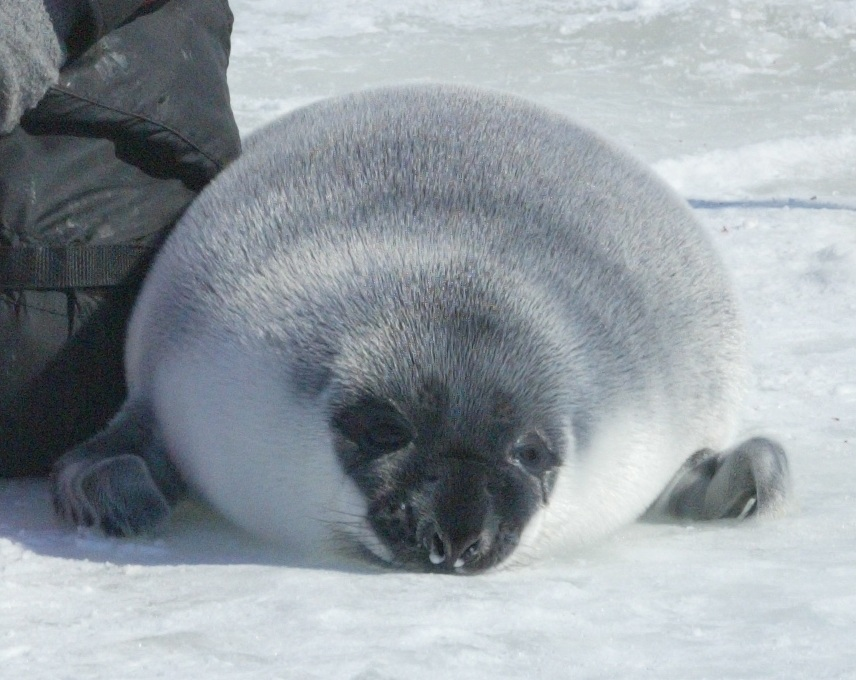
Mládě čepcola hřebenatého

Období rozmnožování začíná koncem března a trvá pouze 2–3 týdny, což jen odráží nesociální, samotářskou povahu čepcola. Období říje začíná příchodem samic na ledové kry, na kterých vrhají svá mláďata. Samice vrhá vždy jen jedno mládě. Mláďata se rodí již osrstěná, lanugo shazují již v děloze. Při narození jsou extrémně prekociální a bezprostředně po vrhu již dokáží plavat nebo se posouvat po souši. Matky své potomky po vrhu intenzivně kojí pouze 4 dny, načež dochází k odstavení. 4 dny je vůbec nejkratší doba laktace mezi všemi savci. Samičí mléko je extrémně tučné, obsah tuku dosahuje 40–65 % (srv. lidské mateřské mléko má pouze 3–5 % tuku). Mláďata pijí až 10 litrů mléka denně a přibírají až 7 kg za den, což je extrémně vysoká efektivita energetického přenosu.
Samci mezitím mezi sebou soupeří o samice. Pře jsou agresivní a většinou se omezují na výhružné postoje a nafukování černých vaků a napínání červených nosních přepážek. Drsné krvavé souboje však nejsou výjimkou. Samci v období říje postí a ztrácejí na váze kolem 2,5 kg denně. Jakmile samice odstaví svá mláďata, dochází k páření se samci. Páření se odehrává ve vodě. Po spáření samec doleze zpátky na ledovou kru, kde hledá další možnosti ke spáření. Byl pozorován samec, který se spářil s 8 samicemi během jediného období říje. Samice po spáření nezabřeznou hned, ale prochází obdobím tzv. odložené nidace. Zabřeznutí odloží o 3–4 měsíce, aby tak optimalizovala vrh mláděte na období říje.
Mládě po odstavení zůstává několik dnů až týdnů na krách, kde tráví většinu času, načež začne vstupovat do vody. Zpočátku loví jen korýše a další bezobratlé, než zlepší své plavecké schopnosti natolik, že bude moci začít s lovem větší kořisti. Samec dosahuje pohlavní dospělosti mezi 4.–6. rokem, samice mezi 3.–5. rokem. Samec potřebuje narůst do dostatečné délky, aby měl šanci soupeřit s ostatními samci o samice. Několik týdnů až měsíců po období říje se čepcolové přesunou do severnějších oblastí, kde dochází k línání. Poté dochází k disperzi. Čepcol se dožívá až 35 let.

### Potrava a potápění

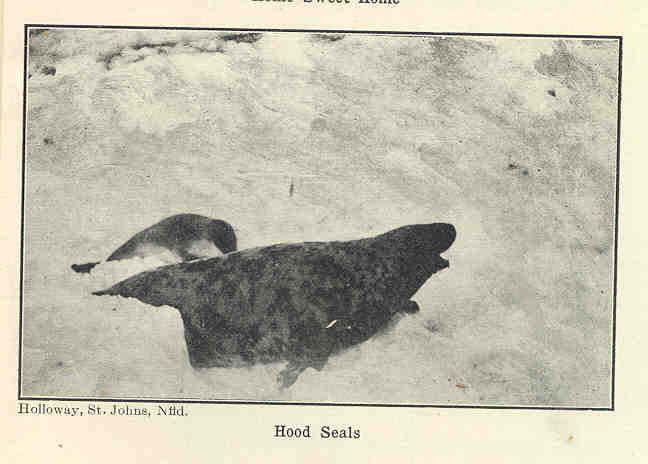
Matka s mládětem

Čepcolové se typicky postí v době říje a během línání. Pro potravu se potápí do velkých hloubek, kde loví hlavně hlubinné druhy ryb, korýšů a krakatic. Z ryb má v oblibě hlavně platýse černé (Reinhardtius hippoglossoides), okouníky (Sebastes spp.) sledě obecné (Clupea harengus), huňáčky severní (Mallotus villosus), smačky velké (Hyperoplus lanceolatus) a treskovité ryby jako je treska obecná (Gadus morhua), treska modravá (Micromesistius poutassou) a treska polární (Boreogadus saida). K oblíbeným krakaticím patří Gonatus fabricii. Mladí jedinci se těsně po odstavení živí nejprve pelagickými korýši, než se přeorientují na potravu dospělých.
Pro potravu se čepcol potápí nejčastěji do hloubek kolem 100–600 m a pod hladinou zůstává 5–25 minut. Může se však potopit až do hloubek kolem 1600 m a pod vodou může vydržet i kolem 1 hodiny. Při pobytu na moři tráví pod vodou kolem 90 % času.

## Vztah k lidem

### Lov

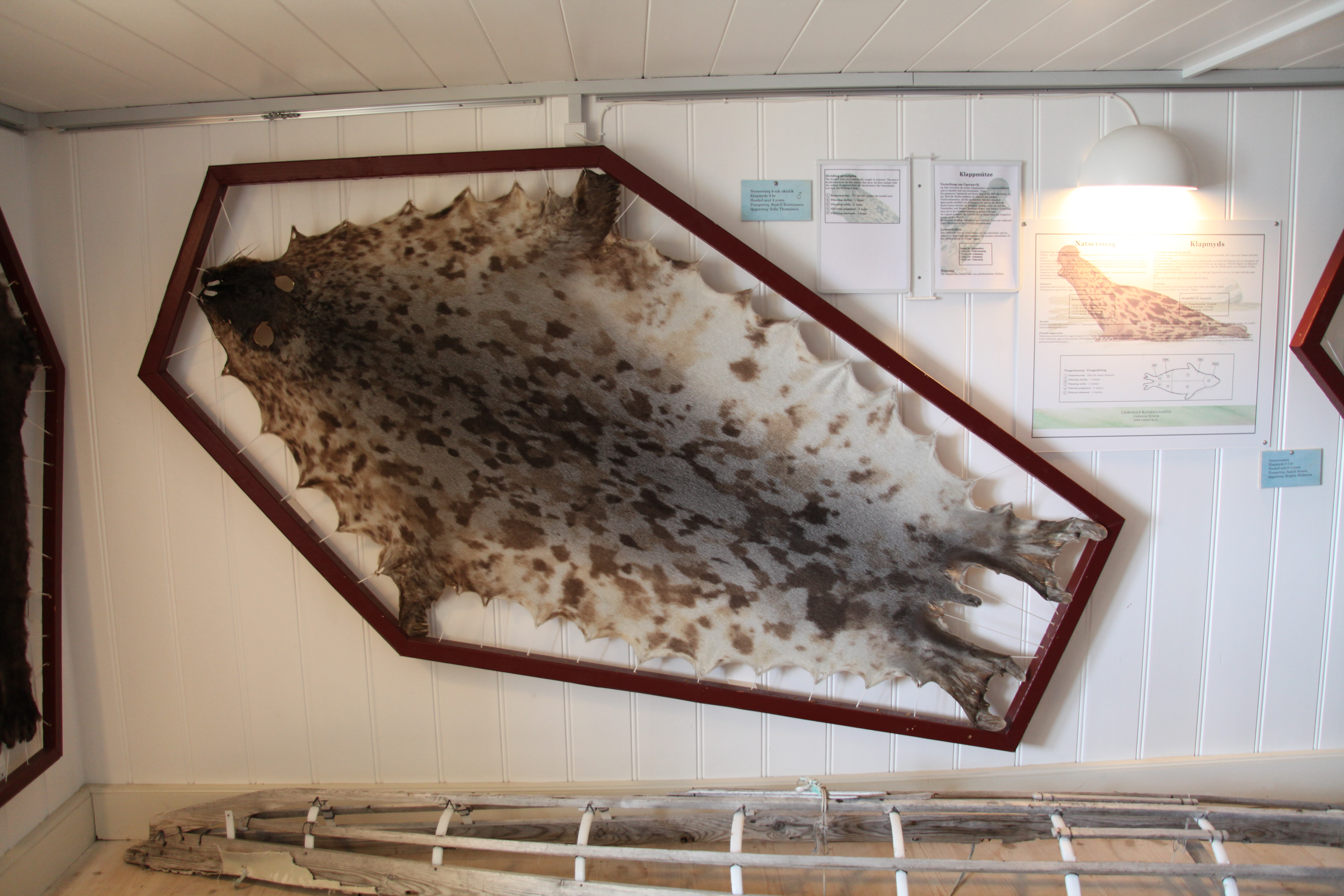
Kožešina z čepcola (Upernavik Museum, Grónsko)

Čepcolové byli lidmi loveni již po stovky či dokonce tisíce let, a to hlavně domorodými komunitami Grónska a Kanady. Komerční, velkoměřítkový lov však začal až v 18. století a pokračoval až do 2. poloviny 20. století. Podíleli se na něm hlavně rybáři z Kanady, Sovětského svazu, Grónska a Norska. Čepcolové však typicky byli loveni jen příležitostně při lovech zaměřujících se na tuleně grónské. Cílem lovců bylo nejdříve získání tuku a kůže, avšak po druhé světové válce, kdy došlo ke zlepšení technik nakládání s kožešinami, bylo cílem získání kožešin. I proto se po druhé světové válce lovili hlavně mláďata, která mají hebkou, hladkou srst. Každoroční počet odlovených čepcolů se razantně lišil podle roku, v době úspěšných let docházelo k odlovu i 150 000 čepcolů ročně. Od roku 1971 je lov čepcolů omezen kvótami.
V Kanadě tato kvóta dosahuje 8200 čepcolů ročně, přičemž oficiální počty ulovených čepcolů jsou násobně menší. Např. v roce 2017 bylo odchyceno jen 12 čepcolů, v roce 2018 to bylo 79 a v roce 2019 jen 30. V Norsku je lov čepcolů zakázán od roku 2007, nicméně ještě koncem 50. let 20. století norští tuleňáři lovili kolem 40–60 tisíc čepcolů ročně. V novodobých dějinách dochází ke zdaleka nejvyšším úlovkům čepcolů v Grónsku, kde mezi lety 1993–2009 bylo v průměru uloven 5900 čepcolů ročně. Drtivá většina čepcolů zabitých grónskými rybáři pochází z populace ze západních části Grónska. Kožešina z čepcolů se využívá v Grónsku a část je exportována do zahraničí.

### Další hrozby
Mezinárodní svaz ochrany přírody hodnotí čepcola jako zranitelný druh. Globální populační trend je nejasný, nicméně jsou známy lokální populační poklesy. Jednou z hlavních hrozeb druhu je vedle přímého lovu interakce s rybářským náčiním a přímá kompetice s komerčními rybáři o ryby. Klimatická změna ohrožuje čepcoly o něco akutněji než jiné druhy ploutvonožců. Důvodem je hlavně závislost čepcolů na ledových krách, resp. pack ice. Načasování období říje totiž spadá na dobu tání zimní ledové pokrývky a led začne ustupovat v podstatě bezprostředně po skončení období říje. Čepcolové přitom používají led k rozmnožování, výchově mláďat, odpočinku i línání. Oteplování moří a rychlejší tání ledu mohou tedy mít negativní dopady na čepcolí populaci.